# Minuetto K 1d
Il Minuetto K 1d è un brano musicale per clavicembalo composto da Wolfgang Amadeus Mozart a Salisburgo il 16 dicembre 1761, all'età di cinque anni.

## Descrizione
Questo brano musicale, in base al numero di catalogazione nell'ultima edizione del catalogo Köchel, è la quarta composizione di Mozart. La sua partitura si trova nel cosiddetto Nannerl Notenbuch, un piccolo quaderno che Leopold Mozart utilizzava per insegnare musica ai suoi figli. L'originale è scritto dalla mano dello stesso Leopold, giacché il piccolo Wolfgang non era ancora in grado di scrivere le note da solo. L'autografo reca la seguente annotazione: «Menuetto del Sgr: Wolfango Mozart 16:to Decembris 1761».
Si tratta del primo minuetto composto da Mozart: è un breve brano in 3/4, composto da due sezioni di otto e dodici battute, entrambe con i segni di ripetizione (secondo lo schema ||:A:||:B:||).
Lo stile della composizione è influenzato da quello di Leopold Mozart e di Georg Christoph Wagenseil. La partitura presenta qualche abbellimento (trilli e mordenti), nonché talune complessità ritmiche (biscrome e terzine) che testimoniano i progressi del piccolo Mozart nella composizione.